# Juliusz Bieniek
Juliusz Bieniek, Julius Bieniek (ur. 11 kwietnia 1895 w Sowczycach, zm. 17 stycznia 1978 w Katowicach) – polski duchowny rzymskokatolicki, biskup pomocniczy katowicki w latach 1937–1978.

## Życiorys
Urodzony w Sowczycach koło Olesna na Górnym Śląsku, będącym ówcześnie w Rzeszy Niemieckiej. Kształcił się w gimnazjach w Kluczborku (Kreuzburg) i Jaworze (Jauer). Ze szkoły w Kluczborku został wydalony za czytanie i przechowywanie książek Bolesława Prusa. Egzamin maturalny złożył w Jaworze w 1914. Następnie wstąpił na Wydział Teologiczny Uniwersytetu Wrocławskiego (Friedrich-Wilhelms-Universität Breslau). Święcenia kapłańskie przyjął 16 czerwca 1918. Od 1 października 1924 był notariuszem w kurii Administracji Apostolskiej w Katowicach, a od 1930 kanclerzem.
1 września 1927 Prezydent RP przeniósł go z pospolitego ruszenia do rezerwy duchowieństwa wojskowego z równoczesnym mianowaniem kapelanem rezerwy w duchowieństwie wojskowym wyznania rzymskokatolickiego ze starszeństwem z dniem 1 stycznia 1927 i 13. lokatą.
13 marca 1937 został wyniesiony do godności biskupiej. Konsekrowany przez biskupa Stanisława Adamskiego 25 kwietnia 1937 objął wówczas urząd wikariusza generalnego. Jako motto posługi biskupiej wybrał „Stat crux dum volvitur orbis” (Krzyż stoi, choć świat się zmienia).
W okresie dwudziestolecia międzywojennego został wybrany do Komisji Szkolnej Episkopatu Polski i Komisji do Spraw Fundacyjnych i Charytatywnych. Na początku stycznia 1940 na życzenie biskupa Adamskiego złożył urząd wikariusza generalnego na ręce ks. Franciszka Strzyża. 28 lutego 1941 został wraz biskupem Adamskim wygnany z diecezji katowickiej przez niemieckiego okupanta. Przebywał w Krakowie w Domu Emerytów przy ul. św. Marka, gdzie pomagał księżom katowickim wygnanym z diecezji.
Do diecezji powrócił w ostatnich dniach stycznia 1945, wraz z wycofaniem się Wehrmachtu, w związku z natarciem Armii Czerwonej. Po wojnie był członkiem Komisji Episkopatu Polski do Spraw Dobroczynności. Zaangażował się w obronę nauki religii w szkołach. Wraz z biskupami Stanisławem Adamskim i Herbertem Bednorzem był współautorem apelu w obronie nauki religii w szkołach skierowanego do rodziców śląskich. W związku z tym w listopadzie 1952 ponownie został wygnany z diecezji, tym razem z nakazu PZPR, zamieszkał w Kielcach. Powrócił do Katowic 5 listopada 1956, po zmianie władz w PZPR, która odwołała decyzję poprzedników. Uczestniczył w III sesji soboru watykańskiego II i I synodzie diecezji katowickiej.
Zmarł w Katowicach 17 stycznia 1978. Został pochowany obok swoich rodziców w Wysokiej koło Olesna.
Autor opracowań: Parafia tzw. starokatolicka w Katowicach w oświetleniu historyczno-prawnym (Katowice 1934) i Szkoła katolicka na Śląsku w oświetleniu historyczno-prawnym (Katowice 1933).